# Maylandia xanstomachus
Maylandia xanstomachus är en fiskart som först beskrevs av Stauffer och Boltz, 1989.  Maylandia xanstomachus ingår i släktet Maylandia och familjen Cichlidae. IUCN kategoriserar arten globalt som sårbar. Inga underarter finns listade i Catalogue of Life.